# シャンタル・ルフェーブル
シャンタル・ルフェーブル（フランス語: Chantal Lefebvre、1977年6月5日 - ）は、カナダ出身の女子フィギュアスケートアイスダンス選手。1998年長野オリンピックのアイスダンスカナダ代表。パートナーはアルセニー・マルコフ、ミシェル・ブリュネなど。

## 経歴
- ケベック州のラサールに生まれ、9歳のころにスケートを始める。
- パトリス・ローゾンと組んだ後、ミシェル・ブリュネとカップルを結成し、1998年長野オリンピックに出場。19位。
- 1999年四大陸フィギュアスケート選手権で2位となるが、のちに解散。
- ジャスティン・ラニングとのカップルを経て、2003年にアルセニー・マルコフとカップルを結成。
- 2007-2008年シーズンはスケートカナダとエリック・ボンパール杯に出場を予定していたが、2007年7月に引退を表明。今後はコーチ兼振付師として活動していくと発表した。

## 主な戦績
- 戦績はアルセニー・マルコフと組んで以降。

| 大会/年            | 2004-05 | 2005-06 | 2006-07 |
| ------------------ | ------- | ------- | ------- |
| 四大陸選手権       |         | 4       |         |
| カナダ選手権       | 3       | 4       | 5       |
| GPスケートアメリカ |         |         | 9       |
| GPスケートカナダ   |         | 6       | 7       |
| GPNHK杯            |         | 8       |         |

### 詳細
| 2006-2007 シーズン  |                                                              |          |         |         |          |
| 開催日              | 大会名                                                       | CD       | OD      | FD      | 結果     |
| 2007年1月15日-21日  | カナダフィギュアスケート選手権（ハリファックス）             | 3 30.82  | 4 48.48 | 6 76.74 | 5 156.04 |
| 2006年11月2日-5日   | ISUグランプリシリーズ スケートカナダ（ビクトリア）           | 9 25.31  | 7 44.33 | 7 75.48 | 7 145.12 |
| 2006年10月26日-29日 | ISUグランプリシリーズ スケートアメリカ（ハートフォード）     | 10 25.15 | 9 43.34 | 8 74.38 | 9 142.87 |
| 2005-2006 シーズン  |                                                              |          |         |         |          |
| 開催日              | 大会名                                                       | CD       | OD      | FD      | 結果     |
| 2006年1月23日-28日  | 2006年四大陸フィギュアスケート選手権（コロラドスプリングス） | 4 30.66  | 4 48.94 | 4 82.37 | 4 161.97 |
| 2006年1月9日-15日   | カナダフィギュアスケート選手権（オタワ）                     | 4 32.42  | 4 51.02 | 4 86.10 | 4 169.54 |
| 2005年12月1日-4日   | ISUグランプリシリーズ NHK杯（大阪）                          | 5 29.04  | 8 42.67 | 8 74.84 | 8 146.55 |
| 2005年10月27日-30日 | ISUグランプリシリーズ スケートカナダ（セントジョンズ）       | 5 27.18  | 7 43.27 | 6 73.45 | 6 143.90 |

| 2004-2005 シーズン |                                            |         |         |         |          |
| 開催日             | 大会名                                     | CD      | OD      | FD      | 結果     |
| 2005年1月17日-23日 | カナダフィギュアスケート選手権（ロンドン） | 3 37.02 | 2 58.05 | 4 93.01 | 3 188.08 |